# Salvador Vega Casillas
Salvador Vega Casillas (Apatzingán, 18 augustus 1961) is een Mexicaans politicus van de Nationale Actiepartij (PAN). Van 2007 tot 2011 was hij minister van Openbare Zaken.
Vega is afkomstig uit de staat Michoacán. Hij studeerde bestuurskunde aan de Michoacaanse Universiteit van San Nicolás de Hidalgo (UMSNH) en aan de Karel III-Universiteit in Madrid. Van 2003 tot 2006 zat hij in de Kamer van Afgevaardigden en in 2006 werd hij benoemd tot onderminister van Openbare Zaken. Na het aftreden van minister Germán Martínez op 27 september 2007 nam hij diens functie over.